# Schron pod Kufą Zachodni
Schron pod Kufą Zachodni – jaskinia, a właściwie schronisko, w Dolinie Chochołowskiej w Tatrach Zachodnich. Wejście do znajduje się u podnóża zachodniej ściany Kufy opadającej do Doliny Dudowej na wysokości 1570 metrów n.p.m. Długość jaskini wynosi 7,5 metrów, a jej deniwelacja 3,5 metrów.

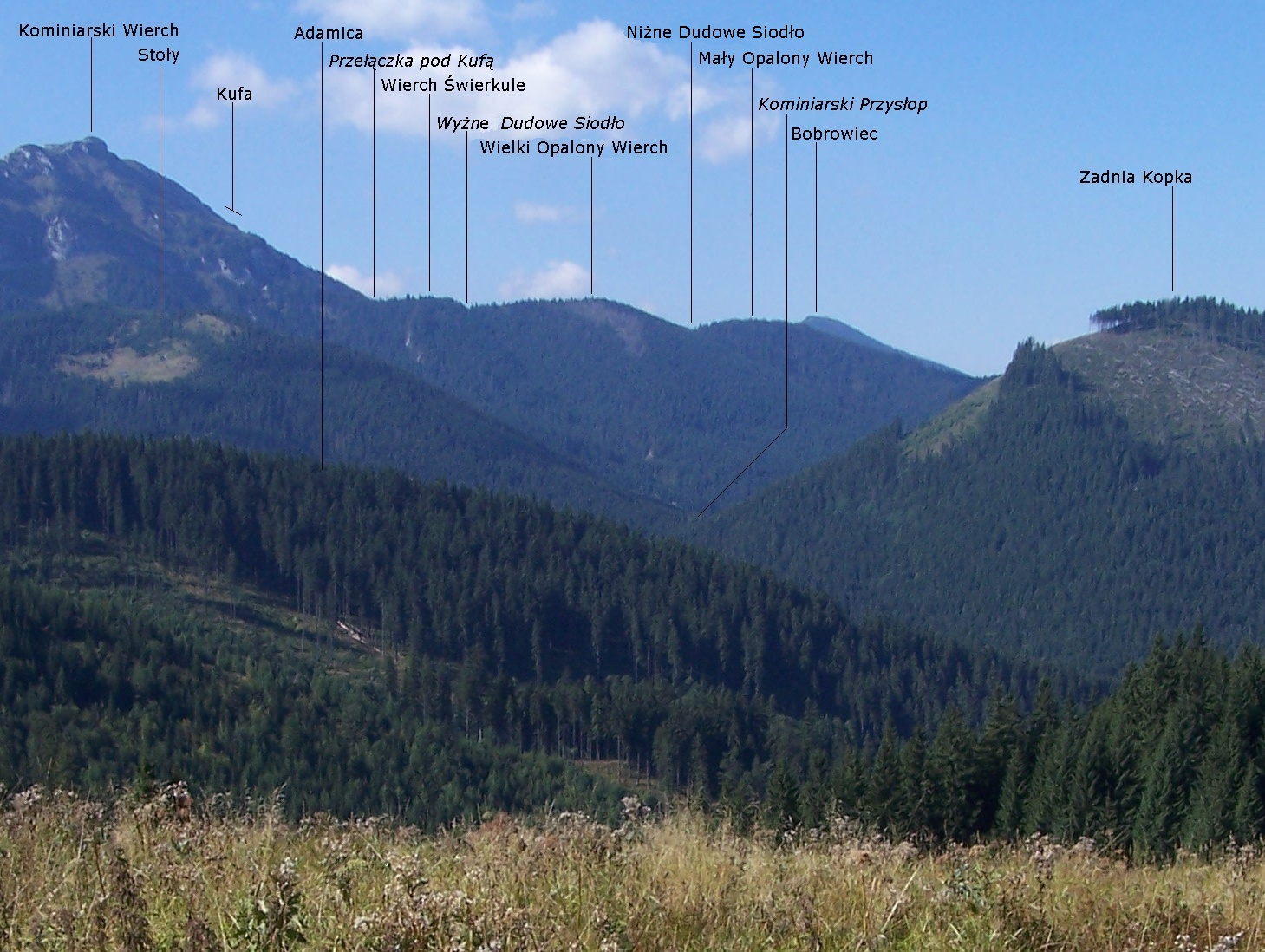
Dolina Dudowa. W głębi na lewo Kufa

## Opis jaskini
Jaskinię tworzy obszerna sala, do której prowadzi duży otwór wejściowy. 

## Przyroda
W jaskini brak jest nacieków. Ściany są suche, rosną na nich porosty, paprocie i mchy. 

## Historia odkryć
Jaskinia była prawdopodobnie znana od dawna. Jej pierwszy plan i opis sporządziła I. Luty w  2003 roku.